# Аллаїха
Алла́їха (у верхів'ях — Елікчеен, якут. Аллайыаха) — річка в Російській Федерації, в Якутії, ліва притока Індигірки. Довжина 563 км, площа басейну 12 400 км². Бере початок на північних схилах Полоусного кряжа. Тече переважно по Яно-Індигірській низовині. У басейні багато озер (близько 3700) загальною площею 765 км²; озерність 6,2 %. Живлення снігове і дощове.